# 1011 Laodamia
1011 Laodamia је Марсов тројански астероид чија средња удаљеност од Сунца износи 2,391 астрономских јединица (АЈ).
Апсолутна магнитуда астероида је 12,74 а геометријски албедо 0,064.